# Rupe di Marianopoli
Rupe di Marianopoli este o arie protejată (arie specială de conservare — SAC, sit de importanță comunitară — SCI) din Italia întinsă pe o suprafață de 1.161 ha, integral pe uscat.

## Localizare
Centrul sitului Rupe di Marianopoli este situat la coordonatele 37°34′59″N 13°55′14″E / 37.582928°N 13.920465°E.

## Înființare
Situl Rupe di Marianopoli a fost declarat sit de importanță comunitară în septembrie 1995 pentru a proteja 1 specie de plante și 38 de specii de animale. Situl a fost protejat și ca arie specială de conservare în decembrie 2015.

## Biodiversitate
Situată în ecoregiunea mediteraneană, aria protejată conține 8 habitate naturale: Tufărișuri termo-mediteraneene și de pre-deșert, Ape puternic oligomezotrofe cu vegetație bentonică cu Chara spp., Galerii și tufărișuri riverane sudice (Nerio-Tamaricetea și Securinegion tinctoriae), Pseudostepă cu ierburi și specii anuale de Thero-Brachypodietea, Tufărișuri halo-nitrofile (Pegano-Salsoletea), Păduri de Quercus ilex și Quercus rotundifolia, Păduri de stejar alb estice, Pante stâncoase calcaroase cu vegetație casmofită.
La baza desemnării sitului se află mai multe specii protejate:
- plante (1): Tripolium sorrentinoi
- păsări (38): ciocârlie-de-câmp (Alauda arvensis), Alectoris graeca whitakeri, fâsă de luncă (Anthus pratensis), lăstunul mare (Apus apus), Apus pallidus, ciuf-de-pădure (Asio otus), ciocârlie-cu-degete-scurte (Calandrella brachydactyla), dumbrăveancă (Coracias garrulus), prepeliță (Coturnix coturnix), cuc (Cuculus canorus), Falco biarmicus, Falco naumanni, șoim călător (Falco peregrinus), șoimul rândunelelor (Falco subbuteo), muscar negru (Ficedula hypoleuca), cinteză (Fringilla coelebs), rândunică (Hirundo rustica), sfrâncioc cu cap roșu (Lanius senator), ciocârlie de pădure (Lullula arborea), privighetoare (Luscinia megarhynchos), ciocârlie de bărăgan (Melanocorypha calandra), prigoare (Merops apiaster), gaia neagră (Milvus migrans), gaia roșie (Milvus milvus), codobatură galbenă (Motacilla alba), codobatură de munte (Motacilla cinerea), muscar sur (Muscicapa striata), pietrar sur (Oenanthe oenanthe), grangur (Oriolus oriolus), viespar (Pernis apivorus), codroș de munte (Phoenicurus ochruros), pitulice-fluierătoare (Phylloscopus trochilus), brumăriță de pădure (Prunella modularis), scatiu (Spinus spinus), turturică (Streptopelia turtur), silvie roșcată (Sylvia cantillans), sturz-cântător (Turdus philomelos), pupăză (Upupa epops)

Pe lângă speciile protejate, pe teritoriul sitului au mai fost identificate 124 de specii de plante, 1 specie de păsări, 2 specii de mamifere, 2 specii de reptile.